# Adolf Tachezy
Adolf Tachezy, též Leopold Adolf Tachezy (20. února 1814 Cheb – 25. března 1892 Cheb), byl rakouský a český politik německé národnosti, starosta Chebu a v 60. a 70. letech 19. století poslanec Českého zemského sněmu.

## Biografie
Pocházel z chebské lékárnické rodiny. Vystudoval gymnázium v Chebu a pak absolvoval farmacii na Karlo-Ferdinandově univerzitě v Praze. V roce 1839 převzal po otci lékárnu U Černého orla na náměstí v Chebu. Od roku 1841 byl důstojníkem c. k. Střeleckého spolku v Chebu (v roce 1843 jeho setníkem a roku 1868 majorem).
Veřejně se angažoval na Chebsku během revolučního roku 1848 spolu s Antonem Gschierem a Forsterem. Od roku 1848 zasedal v obecním zastupitelstvu a radě. Během roku 1848 byl členem deputace, kterou město Cheb vyslalo k ministru Franzi von Pillersdorfovi, v níž se žádala samostatnost Chebska na Čechách. Byl později rovněž členem okresní školní rady, předsednictva chebské Obchodní a živnostenské komory, předsedou městské spořitelny a dalších místních korporací a spolků.
V 60. letech 19. století se zapojil do zemské politiky. V zemských volbách v Čechách v lednu 1867 byl zvolen na Český zemský sněm v kurii obchodních a živnostenských komor (obvod Cheb). Mandát obhájil v tomto obvodu i v krátce poté konaných zemských volbách v březnu 1867. Uspěl i v zemských volbách roku 1870 a zemských volbách roku 1872.
V období let 1873–1882 zastával funkci starosty Chebu. Ve funkci rovněž ovlivňoval rozvoj nedalekých Františkových Lázní. V Chebu bylo za jeho starostování otevřeno nové městské divadlo a školní budova. Získal Řád Františka Josefa.
Zemřel roku 1892, pohřben byl na Městském hřbitově v Chebu.